# The Crazy Prospector
The Crazy Prospector è un cortometraggio muto del 1913 interpretato e diretto da Gilbert M. 'Broncho Billy' Anderson.

## Trama
Harriet Harlan chiede aiuto a Broncho Billy per salvare i diritti minerari di suo padre John che, dopo aver accidentalmente scoperto una vena d'oro, ha raccontato a tutto il paese della sua miniera prima di procurarsi i documenti comprovanti la proprietà. Billy guida la sua diligenza spronando i cavalli in mezzo agli acquitrini, le rocce e le paludi. Giunto sul posto, lo picchetta e Harriet, preso uno dei cavalli, ritorna in città per formalizzare l'acquisizione. Con i documenti, la ragazza torna indietro mentre Billy ferma l'arrivo degli uomini bloccando l'accesso con la diligenza. La miniera del vecchio cercatore pazzo è salva e Billy ottiene per premio la mano di Harriet.

## Produzione
Il film fu prodotto dalla Essanay Film Manufacturing Company. Venne girato a Niles. Gilbert M. 'Broncho Billy' Anderson, fondatore della casa di produzione Essanay (che aveva la sua sede a Chicago), aveva individuato nella cittadina californiana di Niles il luogo ideale per trasferirvi una sede distaccata della casa madre. Niles diventò, così, il set dei numerosi western prodotti da Anderson.

## Distribuzione
Distribuito dalla General Film Company, il film - un cortometraggio in una bobina - uscì nelle sale cinematografiche USA il 3 maggio 1913.